# إديسون فيغا
إديسون فيغا هو لاعب كرة قدم إكوادوري في مركز الوسط، ولد في 8 مارس 1990 في إيبارا في الإكوادور. لعب مع نادي إيميلك.

## وصلات خارجية
- إديسون فيغا على موقع قاعدة بيانات كرة القدم.إي يو (الإنجليزية)
- إديسون فيغا على موقع Soccerway.com (الإنجليزية)
- إديسون فيغا على موقع AS.com (الإسبانية)